# Lagoa de Pedras
Lagoa de Pedras este un oraș în Rio Grande do Norte (RN), Brazilia.